# 25799 Anmaschlegel
25799 Anmaschlegel este un asteroid din centura principală de asteroizi.

## Descriere
25799 Anmaschlegel este un asteroid din centura principală de asteroizi. A fost descoperit pe 4 februarie 2000 la Socorro, New Mexico, în cadrul proiectului LINEAR. Asteroidul prezintă o orbită caracterizată de o semiaxă mare de 2,91 ua, o excentricitate de 0,03 și o înclinație de 3,2° în raport cu ecliptica.